# Sket
Sket je priimek več znanih Slovencev:
- Boris Sket (1936—2023) biolog, speleolog, univ. prof., akademik
- Dušan Sket (*1943), zdravnik/medicinski patofiziolog, univ. prof.
- Jakob Sket (1852—1912), šolnik, pisatelj in urednik